# 인랑 (2000년 영화)
《인랑》(人狼)은 오키우라 히로유키가 감독한, 일본의 스릴러 애니메이션 영화이다. 이 영화는 각각 1987년과 1991년에 개봉한 실사 영화 《붉은 안경》과 《Kerberos 지옥의 파수견》에 이은 오시이 마모루의 만화 《견랑전설》의 세 번째 각색이다.
영화는 독일 지배 하의 1950년대 일본에서 격렬한 시위가 발생했을 때의 대체 역사로서 주인공은 특수 경찰대의 대원인 후세 카즈키이다. 카즈키는 겁에 질린 소녀가 급조 폭발물을 터뜨려 자살하는 것을 방치하여 소녀를 사살하라는 명령을 어긴다. 카즈키는 재판에 넘겨져 재교육을 위하여 훈련 캠프에 보내진다.  자살한 소녀의 무덤을 찾았을 때 카즈키가 소녀의 죽음에 책임이 없다고 생각하는 소녀의 언니 케이를 만난다.
오시이 마모루는 《인랑》을 1년 정도 빨리 실사 영화로 제작하고 싶어하였으나  계획을 수정해서 이 작품을 애니메이션으로 제작하기로 결심하고 오키우라를 감독으로, 프로덕션 I.G를 제작사로 선택하였다. 2018년에는 이 작품을 원작으로 하여 김지운이 감독한 실사 영화 《인랑》이 개봉하였다.

## 줄거리
가상의 1950년대 도쿄에서, 자경대는 폭력 사태로 번진 아카사카의 폭동에 대응한다. 아래의 하수도에서, 섹트 조직원들은 젊은 섹트 소속 "빨간 두건" 운반책인 아가와 나나미의 도움을 받아 폭동 가담자들에게 화염병과 새첼 폭탄을 전달한다. 몇몇 경찰기동대 대원들이 섹트가 제공한 새첼 폭탄에 의해 무력화되자, 자경대가 폭동 가담자들에게 접근하고, 수도 경찰은 케르베로스를 배치하여 폭탄을 쉽게 제거하고 폭발물도 파괴한다. 케르베로스 대원 후세 카즈키는 도주하는 나나미와 맞닥뜨리지만, 그녀를 체포하는 대신 처형하라는 명령에 얼어붙는다. 나나미는 항복하지 않고 새첼 폭탄을 터뜨려 자살하고, 이로 인해 정전이 발생하여 자경대는 위에서 상황을 통제하지 못하게 된다. 이 사건은 케르베로스의 명성을 손상시키고 후세에게 깊은 영향을 미치며, 그는 행동 불능에 대해 질책받고 훈련 교관 도베 하치로 아래에서 훈련을 다시 받으라는 명령을 받는다.
죄책감에 시달리던 후세는 친구인 공안부장 헨미 아츠시의 정보에 따라 나나미의 묘를 방문하여 아마미야 케이를 만난다. 케이는 자신이 나나미의 언니이며 나나미의 죽음에 대해 후세를 탓하지 않는다고 말하며, 둘은 빠르게 유대감을 형성한다. 그러나 케이는 나나미의 언니가 아니라 공안부의 지시를 받고 활동하는 전직 빨간 두건 운반책으로 밝혀진다. 공안부는 케르베로스를 해체하고 자경대와 합병하여 대테러 전략을 무력에서 정보로 전환하려고 한다. 공안부는 케이를 이용하여 박물관에서 후세를 함정에 빠뜨려 케르베로스의 신뢰를 떨어뜨리려 하지만, 후세는 몰래 잠입하여 공안부 요원들을 무력화시키고 케이와 함께 탈출하여 자경대를 따돌린다. 케이는 자신의 속임수 역할을 밝히고 함께 도망가자고 제안하지만, 후세는 남기를 고집하고 둘은 사랑에 빠진다.
후세와 케이는 폭동 총격전이 벌어졌던 같은 하수구로 피신하고, 도베와 한다 하지메가 이끄는 비밀 심층 침투 정보 부대인 "진랑" ("늑대 여단"이라는 뜻) 대원들을 만난다. 진랑은 케르베로스를 공안부와 같은 조직적 위협으로부터 보호한다. 그들은 후세에게 MG 42와 완전한 방탄 장비 세트를 제공하고, 케이의 역할을 이미 알고 있었으며 그녀를 공안부의 음모에 대한 살아있는 증거로 간주한다고 밝힌 후 케이와 함께 떠난다. 헨미가 이끄는 공안부 팀이 케이의 가방에 숨겨진 추적 장치를 따라 도착하지만, 완전 무장한 후세와 마주친다. 후세는 총격전으로 요원들을 살해하고 치명적인 부상을 입은 헨미를 결투에서 마무리한다.
후세는 폐차장에서 케이와 진랑과 재회하지만, 케이가 공안부에 다시 잡히지 않도록 케이를 죽이라는 명령을 받고 비통해한다. 케이는 후세를 안고 슬프게도 빨간 두건의 대사를 읊으며 사랑하는 사람으로 변장한 늑대의 기괴한 모습을 묘사한다. 자신이 해야 할 일에 경악한 후세는 위기를 겪지만, 결국 케이를 쏘아 죽인다. 근처 어딘가에서, 도베는 케이의 운명을 빨간 두건의 죽음과 늑대의 승리에 비유하며 엄숙하게 말한다.

## 출연

### 주연
- 후지키 요시카츠 - 후세 카즈키 목소리 역

### 조연
- 무토 스미 - 아마미야 케이 목소리 역
- 센다이 에리 - 아가와 나나미 목소리 역
- 키노시타 히로유키 - 헨미 아츠시 목소리 역
- 히로타 쿄세이 - 무로토 분메이 목소리 역
- 요시다 유키히로 - 한다 하지메 목소리 역
- 호리베 류이치 - 타츠미 시로우 목소리 역
- 나카가와 켄지 - 아니야 이사오 목소리 역
- 사가구치 요시사다 - 토우베 하치로 목소리 역
- 오오키 타미오 - 수도경간부 목소리 역

## 기타
- 미술: 오구라 히로마사

## 한국어 더빙 성우진(애니박스)
- 김정호 - 토베/섹트리더
- 장광 - 분메이/지휘관
- 정미숙 - 케이/소녀
- 이승주 - 한다/타츠미
- 양석정 - 후세/간부1
- 노계현 - 간부3/수염
- 표영재 - 헨미/안경
- 홍진욱 - 아니야/방송